# Raión de Péchenga
El raión de Péchenga (ruso: Пе́ченгский райо́н; finés: Petsamo; noruego: Peisen; sami septentrional: Beahcán; sami skolt: Peäccam) es un distrito administrativo (raión) ruso perteneciente a la óblast de Múrmansk. Se ubica en la esquina noroccidental del país. Recibe su nombre de la localidad de Péchenga, pero su capital es Níkel y su localidad más poblada es Zapoliarni.
En 2019, el raión tenía una población de 37 129 habitantes.
Es el único raión del país que es fronterizo con Noruega. Además, al oeste es fronterizo con Finlandia y por el norte tiene salida al océano Ártico. Durante siglos fue un territorio sami, habitado principalmente por skolts, en el cual los rusos instalaron en el siglo XVI el monasterio de Péchenga. En 1920, el tratado de Tartu integró esta área en Finlandia, hasta que en el armisticio de Moscú de 1944 pasó a pertenecer a la Unión Soviética.

## Subdivisiones
Desde 2020, el autogobierno local del raión toma la forma jurídica de ókrug municipal, de forma que un solo ayuntamiento ejerce su jurisdicción sobre todo el territorio del raión. Antes de 2020, el raión se dividía en cuatro ayuntamientos: la ciudad de Zapoliarni, los asentamientos de tipo urbano de Níkel y Péchenga y el asentamiento rural de Korzunovo. En total hay 17 localidades en el raión, que son las cuatro localidades principales mencionadas y además las siguientes trece localidades rurales:
- Borisoglebski
- Vaida-Gubá
- Liinajamari
- Luostari
- Luostari (poblado ferroviario)
- Péchenga (poblado ferroviario)
- Prirechni
- Putevaya Usadba 9 km zheleznoi dorogui Luostari–Níkel
- Rayakoski
- Salmiyarvi
- Spútnik
- Titovka
- Tsypnavolok